# 新アゼルバイジャン党
新アゼルバイジャン党（しんアゼルバイジャンとう、アゼルバイジャン語: Yeni Azərbaycan Partiyası, YAP）は、アゼルバイジャンの政党。事実上の支配政党。初代党首はヘイダル・アリエフ。現党首はイルハム・アリエフ。

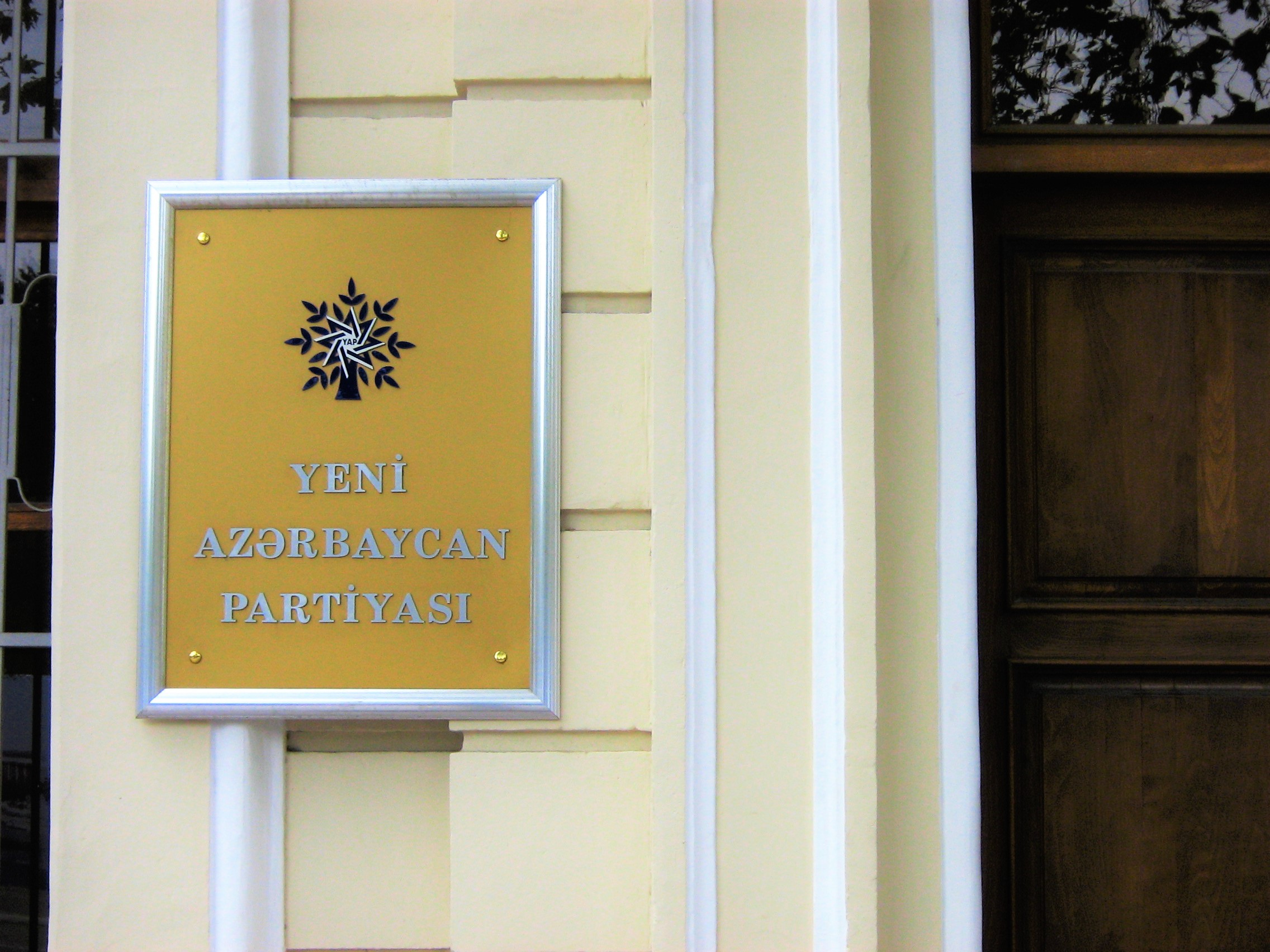
バクーにある新アゼルバイジャン党本部